# کیم میونگ سو
کیم میونگ سو (انگلیسی: Kim Myung-soo؛ زادهٔ ۱۹۶۷) دریابد نیروی دریایی کره جنوبی است، که از نوامبر ۲۰۲۳ به‌عنوان چهل و چهارمین رئیس ستاد مشترک نیروهای مسلح جمهوری کره فعالیت می‌کند.
سو فعالیت نظامی را از سال ۱۹۸۹ در نیروی دریایی کره جنوبی آغاز کرد، از ۲۰۰۶ تا ۲۰۰۷ فرماندهی ناوشکن پادشاه مونمو را برعهده داشت، از ۲۰۱۵ تا ۲۰۱۶ معاون عملیات ستاد مشترک نیروهای مسلح جمهوری کره بود، از ۲۰۱۶ تا ۲۰۱۸ به‌عنوان فرمانده گروه ۲ نبرد دریایی فعالیت می‌کرد و از ۲۰۱۸ تا ۲۰۱۹ مدیر مرکز عملیات دریایی بود.
وی از ۲۰۱۹ تا ۲۰۲۰ به‌عنوان معاون اطلاعات و عملیات نیروی دریایی کره‌ جنوبی فعالیت می‌کرد، از ۲۰۲۰ تا ۲۰۲۱ فرماندهی آکادمی نیروی دریایی کره را برعهده داشت، از ۲۰۲۱ تا ۲۰۲۲ جانشین فرمانده نیروی دریایی جمهوری کره بود و از ۲۰۲۲ تا ۲۰۲۳ به‌عنوان فرمانده ناوگان جمهوری کره فعالیت می‌کرد.